# Tímarit Máls og menningar
Tímarit Máls og menningar (deutsch Zeitschrift für Sprache und Kultur) ist eine isländische Literaturzeitschrift, die 1940 von Kristinn E. Andrésson gegründet wurde, der sie die ersten 30 Jahre führte.
Die Wendung Mál og menning stammt aus der Heimskringla. Danach benannten die Herausgeber der 1938 eingestellten Zeitschrift Rauðir pennar (deutsch Rote Federn) die Literaturgesellschaft Mál og Menning, die die Nachfolgezeitschrift Tímarit Máls og menningar herausgab.